# Krzyż Lotnika
Krzyż Lotnika (niderl. Vliegerkruis) – odznaczenie wojskowe Królestwa Niderlandów ustanowione dekretem nr 9 z 28 sierpnia 1941. Krzyż przyznawany jest pilotom holenderskim, którzy w czasie lotu bojowego wykazali się inicjatywą, odwagą i wytrwałością w obliczu wroga. Krzyż przyznawany jest także pilotom państw sprzymierzonych z Holandią za akcje w powietrzu, które miały duże znaczenia dla Holandii.
Vliegerkruis jest piątym najwyższym odznaczeniem Holandii (wyłączając ordery), bezpośrednio wyższym odznaczeniem jest Kruis van Verdienste.

## Wygląd
Oznaka w kształcie klinowego krzyża pattee z ukoronowanym (na awersie) medalionem. Na otoku medalionu litery „INITIATIEF MOED VOLHARDING” (WYTRWAŁOŚĆ INICJATYWA ODWAGA). Pośrodku krzyża widnieje orzeł KLu; nad nim data „1941”. Rewers jest gładki.
Krzyż jest zawieszony na białej wstążce z pomarańczowymi paskami ukośnie opadającymi ku prawej stronie (układ pasów zaczerpnięto ze wstążki brytyjskiego DFC).
Odznaczanych za szczególne dokonania i odwagę, honorowano dodatkowym „Wyróżnieniem” (Eervol Vermelden), co było zaznaczane na wstążce (i baretce) Krzyża za pomocą brązowego okucia o kształcie korony królewskiej. Po ustanowieniu Medalu Brązowego Lwa w 1944, wszystkie Krzyże z Wyróżnieniem podlegały wymianie na ten medal.
Ponowne nadania Krzyża oznaczano na baretce złoconym okuciem z odpowiednią cyfrą.